# Киаи (язык)
Киаи язык (фортсенал) — язык коренного населения в горной местности внутренних районов острова Эспириту-Санто провинции Санма Республики Вануату.

## Варианты названия
Киаи, киай, фортсенал, форценал, фортсеналь, форценаль, ворозенале.
Засвидетельствовано два корня названия данного языка:
1. Происходит от самоназвания носителями своего языка na vara kiai.
2. Происходит от названия одного из населенных пунктов, где распространен данный язык: Фортсенал (англ. Fortsenal / Vorozenale).

В связи с невозможностью обнаружить упоминание данного языка в русскоязычной научной литературе, предлагаются вышеуказанные варианты названия на русском языке, производные от этих двух корней.
О самоназвании этноса, входящего в надэтническое образование ни-вануату, точных данных нет, но, предположительно называют себя kiai.
Kiai дословно переводится как «нет», vara kiai — «возможно, вероятно, может быть». Таким образом, самоназвание языка образуется по тому же принципу, как у идиомов в средневековой Франции: языки ок и языки ойль.

## Генеалогические сведения
Язык киаи относится к микрогруппе языков запада острова Эспириту-Санто, входящим в северозападно-вануатскую подгруппу северно-вануатской группы южноокеанийской подветви центрально-восточно-океанийской ветви океанийской подзоны восточно-малайско-полинезийской зоны центрально-восточной малайско-полинезийской надветви ядерных малайско-полинезийских языков, входящих в индо-меланезийские языки, входящих в малайско-полинезийские языки австронезийской языковой семьи, входящей в гипотетическую австрическую макросемью. Язык киаи также входит в состав меланезийских языков, традиционно выделяемых в составе океанийских не по генетическому, а по этно-ареальному принципу.
В микрогруппе языков запада острова Эспириту-Санто язык киаи наибольшую близость обнаруживает к языку акеи, с которым, предположительно образуют единый диалектный континуум.
По сведениям в работе антрополога Тома Людвигсона, который в середине 70х годов XX века проводил продолжительную исследовательскую работу в селениях Фортсенал и Коуптана и сумел в значительной степени овладеть языком киаи, в некоторой мере взаимопонимаемыми для носителя языка киаи являются языки рориа (тохсики) и моисо (моиджо). Первый распространён на левом берегу реки Ари, к северу от ареала распрпостанения языка киаи, в селениях Рориа (Дуриа), Тонсики и др. Язык моисо — в долине реки Ваилапа (Уайлапа), к югу от ареала киаи, но не понятно, соответствует ли данный идиом языку ваилапа или амблонгу, требуется уточнение.

## Распространение; число говорящих
Точный ареал распространения языка киаи в настоящее время не определен в связи со следующими трудностями:
- Недостаточная изученность языковой ситуации в центральной части о. Эспириту-Санто, обусловленная в том числе тяжелой доступностью горных районов (удаленность от европеизированного очага острова (г. Люганвиль), отсутствие дорог, преграждающие путь реки, разливающиеся во время частых дождей) и изолированным укладом жизни многих местных племён.
- Наличие диалектного континуума с невозможностью всегда четко отделить границы разных языков, а также однозначно определить, является ли тот или иной идиом отдельным языком или диалектом, входящим в состав языка.
- Вымирание отдельных идиомов, связанное как с физическим вымиранием носителей (тяжёлые условия жизни, высокая детская смертность и т. п.), так и с возрастающей конкуренцией со стороны креольского языка бисламы, сопутствующей распространению влияния европейской цивилизации.
- Межэтнические браки между носителями разных идиомов.
- Внутренняя миграция на острове.

По сообщениям Т. Людвигсона данный язык распространен в верховьях долин рек Ари (Торо) и Тазии. 
Достоверно известно, что на языке киаи говорят в местности Трувос, состоящей из четырёх селений: Фортсенал (Ворозенале), Коуптана (Кувутана), Матанцари (Матантсари, Матанзари) и Балакори (Палакори). Первые два селения находятся на левом берегу реки Зари, последние два — на правом. Река Зари является небольшим правым притоком реки Ари.
Число носителей языка оценивается порядка 450 человек (Джон Линч и Терри Кроули, 2001 г.). Впрочем, данная цифра может вызывать сомнение из-за методики подсчёта. Так, вероятно, что в состав носителей языка киаи были включены носители родственного языка рориа, а, возможно, и иные идиомы.

## Общий диалектный состав
Достоверных данных о диалектной системе языка киаи нет, но известно, что вернакуляры горной части о. Эспириту-Санто образуют диалектный континуум.

## Коммуникативно-функциональный статус и ранг языка
Язык киаи — обиходно-разговорный язык жителей селений в горной местности, труднодоступной от побережья и поэтому испытывает гораздо меньшее влияние со стороны бисламы, чем языки племён на побережье. К вернакуляру сохраняется позитивное отношение как к родному языку. Сообщается, что порядка 70 % детей используют киаи в повседневном общении. Язык киаи доминирует в употреблении своим этносом. При этом большинство носителей киаи свободно владеют бисламой, которая выступает как лингва франка во всём Вануату, обеспечивая межэтническое общение носителей более 100 местных языков. Известны также случаи владения носителями киаи соседними вернакулярами (и/или владения носителями соседних вернакуляров языком киаи).

## Учебно-педагогический статус
Язык киаи не преподается и в системе образования Республики Вануату не участвует. Предположительно, большинство детей не получают образование вообще.

## Тип письменности
Киаи — бесписьменный язык, большинство носителей в середине 70-х годов XX века были неграмотными. Вероятно, что ситуация сохраняется и по сей день. Исследователи для записи речи языка киаи пользуются письмом на основе латинского алфавита. В своём антропологическом исследовании Т. Людвигсон использует упрощённую систему записи только с использованием латинского шрифта, а в специальном списке слов - сочетание латинских и греческих символов.

## Фонемный состав
В транскрипции, использованной в списке слов языка киаи Т. Людвигсоном, присутствуют следующие символы, точное произношение которых следует уточнить.
Согласные.
b — boroku «ухо»
d — denβαipαrα «паутина»
g — mogoru «сухой»
h — из 287 слов списка встречается только в слове huku «крюк» (очевидно, заимствование из английского через посредство бисламы)
j (очевидно, аффриката [дж]) — kopesjα «завязывать» (сравни окончание слова kosisiα «дуть»)
k — kilo «банан»
kh — αkiαkhi «правая рука»
l — lobolobo «облако, туман»
m — momememrα «светлый»
n — noti «женщина»
p — pαiou «акула»
r — ran «день»
s — susurαijα «толкать»
t — tαkun «человек, мужчина»
th — bαtβuthi «гора»
v — vuluku «волосы»
z — lookzoα, «мыть»
' — tu’kα «небо»
β — βusβus «песок»
θ — nαθuimerα «ребёнок»
ф — фαlαlαdzα «пот».
В связи с тем, что часто употребляются сочетания dz и ts — очевидно, что они являются аффрикатами:
dz — dzαdzαo «грязный»
ts — tsinoimαl «дверь»
В связи с присутствием в списке нескольких слов с сочетанием двух символов n, можем предположить наличие в языке киаи противопоставления звука [n] по долготе/краткости.
nn — rαrαnnα «крыло»
Гласные
a — madzina «жёлтый»
α — αsmαmαrα «ямс»
e — edzem «имя»
ε — kαεku «кровь»
i — innisα «когда»
o — orαnnα «корень»
u — usa «дождь»
Наличие дифтонгов и трифтонгов требует дальнейших исследований.
Для записи слов языка киаи в MS Word был использован шрифт SILDoulos IPA93. В слове mαdzoi «звезда» между буквами «o» и «i» находится подстрочный знак. Непонятно, что он обозначает и, возможно, является опечаткой.

## Числительные
1 - ese
2 - rua
3 - tolu
4 - Bati
5 - lima
6 - lima-raBe
7 - raBua
8 - ra-tolu
9 - ra-pati
10 - sanaBulu